# هجوم قاعة كروكوس سيتي
يوم 22 مارس 2024، أُبلغ عن إطلاق نار جماعي وانفجارات متعددة في قاعة كروكوس سيتي الموسيقية في كراسنوغورسك، وهي مدينة روسية تقع على الطرف الغربي لموسكو.
أطلق ما لا يقل عن خمسة مسلحين ملثمين ومموهين النار على حشد من الناس، ما أسفر عن مقتل قرابة 139 شخصًا وإصابة أكثر من 145 آخرين، مما يجعله الهجوم الإرهابي الأكثر دموية في روسيا منذ أزمة رهائن مدرسة بسلان في عام 2004 والهجوم الإرهابي الأكثر دموية في موسكو منذ تفجيرات الشقق السكنية عام 1999. اعتبر جهاز الأمن الفيدرالي الروسي الحادث هجومًا إرهابيًّا. وأعلن تنظيم داعش مسؤوليته عن الهجوم، قائلًا عبر تيليجرام، إن مقاتليه "هاجموا تجمعًا كبيرًا.. في ضواحي موسكو"، مضيفًا أن "المقاتلين انسحبوا إلى قواعدهم بسلام".

## خلفية
أعلن جهاز الأمن الفيدرالي الروسي في 7 مارس 2024 أنه ضبط خلية إرهابية مرتبطة بتنظيم الدولة الإسلامية (داعش) في موسكو، كانت تنوي مهاجمة كنيس يهودي في المدينة. وقبل أسبوعين من الهجوم، حذرت سفارتيّ المملكة المتحدة والولايات المتحدة في موسكو من خطط متطرفة لاستهداف تجمعات كبيرة في المدينة. وفي 19 مارس 2024، وصف الرئيس الروسي فلاديمير بوتين التحذيرات بشأن الهجمات الإرهابية المحتملة في موسكو بأنها «ابتزاز صريح».
قاعة كروكوس سيتي جزء من مجمع كروكوس سيتي الذي يضم مراكز تسوق ومطاعم ومعالم جذب أخرى. بُني في عام 2009 وخُصص لإقامة الحفلات الموسيقية. يتسع لستة آلاف شخص.

## الهجوم
تقرر أن تقدم الفرقة الروسية «بيكنيك» عرضًا في 22 مارس 2024 في قاعة كروكس سيتي، وخُطط انطلاق هذا الحدث في تمام الساعة الثامنة مساءً بالتوقيت المحلي. وقبل أن تبدأ الفرقة أداءها، فتح ما لا يقل عن خمسة مسلحين ملثمين يرتدون زيًا قتاليًا النار على الناس باستخدام بنادق آلية. كما ورد أن المهاجمين استخدموا القنابل الحارقة وأشعلوا النار في القاعة. وفي الساعة 9:32 مساءً، أُبلغ عن انفجار، وتلاه انهيار جزئي للسقف قُرابة الساعة العاشرة مساءً. وتحصن بعض المسلحين داخل المبنى، وفقًا لبعض التقارير. وبحسب ما ورد أظهرت اللقطات التي تحققت منها بي بي سي «لقطة مقربة لما بدا أنه مسلحون يطلقون النار عشوائيًّا».
قُتل ما لا يقل عن أربعين شخصًا وجُرح أكثر من مائة آخرين. وأُخليت مراكز التسوق والأماكن العامة الأخرى في أعقاب الهجوم. أُجلي الناجون بواسطة المروحيات الطبية، وأُرسل سبعين عنصراً من طاقم الإسعاف لموقع الحدث. وفي 23 مارس 2024 أعلنت لجنة التحقيقات الروسية عن ارتفاع عدد قتلى الهجوم المسلح إلى 115 شخصا. وأعلن حاكم منطقة موسكو أن البحث عن ضحايا بين أنقاض صالة الحفلات سيستغرق أياما عدة.

## التحقيقات
- وفي 23 مارس 2024 صرّح الكرملين بأن جهاز الأمن الاتحادي الروسي أبلغ الرئيس فلاديمير بوتين باعتقال 11 شخصًا في أعقاب الهجوم، وإن أربعة من المشتبه بهم ضالعون في الهجوم على نحو مباشر، وإن العمل جار لرصد المزيد من المتواطئين.[47][48] قالت أجهزة الأمن الروسية إن المشتبه بهم في الهجوم كانت لديهم "جهات اتصال" في أوكرانيا إلى حيث كانوا يعتزمون الفرار. بينما نفت أوكرانيا أي علاقة لها بالحادث واصفة الواقعة بـ"العمل الإرهابي".[49] وقال الرئيس بوتين، إن منفذي الهجوم حاولوا الهروب إلى أوكرانيا حسب المعلومات الأولية، متوعدًا بعاقبة كل المسؤولين عن الهجوم الإرهابي والوحشي.[50]

## ردود الفعل

### محليًّا
وصف عمدة موسكو سرغي سوبيانين الهجوم بأنه «مأساة كبيرة»، وألغى جميع فعاليات عطلة نهاية الأسبوع في المدينة. وشُدِّدت الإجراءات الأمنية في المطارات التي تخدم المدينة. وفي بطرسبرغ أُغلقت مراكز التسوق، ووُضعت منطقة لينينغراد في حالة تأهب قصوى.
وصفت المتحدثة باسم وزارة الخارجية ماريا زاخاروفا الحدث بأنه «جريمة وحشية». وأصدر الزعيم الشيشاني رمضان قديروف بيانًا أدان فيه الهجوم، كما فعلت يوليا نافالنايا، أرملة أليكسي نافالني.

### دوليًّا
الولايات المتحدة
قال المتحدث باسم مجلس الأمن القومي الأمريكي جون كيربي إن صور الهجوم «مروعة ومن الصعب مشاهدتها». ووصف البيت الأبيض الوضع بأنه «فظيع» وقال إنه لا يوجد ما يشير إلى تورط أوكرانيا في الهجوم.
أوكرانيا
كتب ميخايلو بودولاك، مستشار الرئيس الأوكراني فولوديمير زيلينسكي، على تويتر أن أوكرانيا لم تكن متورطة في الهجوم. وصرح ممثل عن استخبارات الدفاع الأوكرانية أن الهجوم كان «استفزازًا متعمدًا لأجهزة بوتين الخاصة»، لتبرير «الهجمات الأشد صرامة» على أوكرانيا والتعبئة الكاملة في روسيا. والتي هدفها زيادة المشاعر المعادية لأوكرانيا
ولقد أدانت كل من الدول: المملكة المتحدة، الهند، المملكة العربية السعودية، ، تركيا، المانيا، إيطاليا، فرنسا، مصر، كازاخستان، العراق، قيرغيزستان، المكسيك، البيرو، أوزبكستان، فنزويلا، باكستان، تايوان، دولة فلسطين (كل من حركة حماس والسلطة الوطنية الفلسطينية) ، الصين، اليابان، ماليزيا، سنغافورة، جنوب إفريقيا، بالإضافة إلى الأمين عام الأمم المتحدة أنطونيو غوتيريش والإتحاد الاوروبي